# Legile din Mai
Reglementările temporare referitoare la evrei (cunoscute de asemenea drept Legile din Mai) au fost propuse de Ministrul Afacerilor Interne Nikolai Ignatyev și emise în 15 mai (3 mai s.v.) 1882, de Țarul Alexandru al III-lea al Rusiei. Inițial, reglementările din mai 1882 au fost gândite pentru a fi aplicate ca măsuri temporare până la revizuirea legii referitoare la evrei, dar au rămas în vigoare pentru mai mult de treizeci de ani.